# Ісрапілов Наріман Магомедович
Наріман Магомедович Ісрапі́лов (рос. Нариман Магомедович Исрапилов; нар. 23 лютого 1988, селище Каякент, Дагестанська АРСР, РРФСР, СРСР) — російський борець вільного стилю, бронзовий призер чемпіонату світу, чемпіон Європи, чемпіон Універсіади. Майстер спорту Росії міжнародного класу.

## Життєпис
Боротьбою займається з 2000 року. Перший тренер: Магомедов М. Х. Особисті тренери: Магомедов М. Х., Александріді Х. Є. Був чемпіоном світу 2008 року юніорів.
Виступає за СДЮСШ, Каякент, Дагестан.

## Спортивні результати на міжнародних змаганнях

### Виступи на Чемпіонатах світу
| Змагання                        | Збірна | Вагова категорія          | Місце  |
| ------------------------------- | ------ | ------------------------- | ------ |
| Чемпіонат світу з боротьби 2013 | Росія  | вільна боротьба, до 55 кг | Бронза |

### Виступи на Чемпіонатах Європи
| Змагання                         | Збірна | Вагова категорія          | Місце  |
| -------------------------------- | ------ | ------------------------- | ------ |
| Чемпіонат Європи з боротьби 2009 | Росія  | вільна боротьба, до 55 кг | Золото |

### Виступи на Кубках світу
| Змагання                    | Збірна | Вагова категорія          | Місце |
| --------------------------- | ------ | ------------------------- | ----- |
| Кубок світу з боротьби 2010 | Росія  | вільна боротьба, до 55 кг | 8     |
| Кубок світу з боротьби 2013 | Росія  | вільна боротьба, до 55 кг | 13    |

### Виступи на інших змаганнях
| Змагання                                       | Збірна | Вагова категорія          | Місце  |
| ---------------------------------------------- | ------ | ------------------------- | ------ |
| Турнір Шаміля Умаханова 2008                   | Росія  | вільна боротьба, до 55 кг | Золото |
| Гран-прі «Іван Яригін» 2009                    | Росія  | вільна боротьба, до 55 кг | Золото |
| Золотий Гран-прі з боротьби 2009               | Росія  | вільна боротьба, до 55 кг | 7      |
| Золотий Гран-прі з боротьби 2010 (Красноярськ) | Росія  | вільна боротьба, до 55 кг | Срібло |
| Золотий Гран-прі з боротьби 2010 (Баку)        | Росія  | вільна боротьба, до 55 кг | Срібло |
| Вогні Москви 2011                              | Росія  | вільна боротьба, до 55 кг | Золото |
| Золотий Гран-прі з боротьби 2012 (Красноярськ) | Росія  | вільна боротьба, до 55 кг | Срібло |
| Золотий Гран-прі з боротьби 2012 (Тегеран)     | Росія  | вільна боротьба, до 55 кг | Золото |
| Золотий Гран-прі з боротьби 2012 (Баку)        | Росія  | вільна боротьба, до 55 кг | Золото |
| Кубок Рамзана Кадирова 2012                    | Росія  | вільна боротьба, до 55 кг | Золото |
| Вогні Москви 2012                              | Росія  | вільна боротьба, до 55 кг | Золото |
| Гран-прі «Іван Яригін» 2013                    | Росія  | вільна боротьба, до 55 кг | 7      |
| Турнір Алі Алієва 2013                         | Росія  | вільна боротьба, до 60 кг | 5      |
| Літня Універсіада 2013                         | Росія  | вільна боротьба, до 55 кг | Золото |
| Золотий Гран-прі з боротьби 2013 (Баку)        | Росія  | вільна боротьба, до 60 кг | 12     |
| Гран-прі «Іван Яригін» 2014                    | Росія  | вільна боротьба, до 57 кг | Бронза |
| Турнір Алі Алієва 2014                         | Росія  | вільна боротьба, до 57 кг | Бронза |
| Кубок Рамзана Кадирова 2014                    | Росія  | вільна боротьба, до 57 кг | Бронза |
| Інтерконтинентальний кубок з боротьби 2014     | Росія  | вільна боротьба, до 57 кг | Срібло |
| Вогні Москви 2014                              | Росія  | вільна боротьба, до 57 кг | Золото |
| Гран-прі «Іван Яригін» 2015                    | Росія  | вільна боротьба, до 57 кг | 32     |
| Кубок Рамзана Кадирова 2015                    | Росія  | вільна боротьба, до 57 кг | Бронза |
| Гран-прі «Іван Яригін» 2016                    | Росія  | вільна боротьба, до 57 кг | 5      |
| Золотий Гран-прі з боротьби 2016               | Росія  | вільна боротьба, до 57 кг | Срібло |
| Гран-прі «Іван Яригін» 2017                    | Росія  | вільна боротьба, до 57 кг | Бронза |